# Drapetisca alteranda
Drapetisca alteranda là một loài nhện trong họ Linyphiidae.
Loài này thuộc chi Drapetisca. Drapetisca alteranda được Ralph Vary Chamberlin miêu tả năm 1909.